# Скриллекс
Со́нни Джон Мур (англ. Sonny John Moore; род. 15 января 1988, Лос-Анджелес, Калифорния), более известный под сценическим псевдонимом Skrillex (Скриллекс) — американский музыкант, продюсер, диджей, а также фронтмен рок-группы From First to Last.
В 2012 году Скриллекс занял второе место в пятёрке самых высокооплачиваемых диджеев мира по версии Forbes и с доходом 15 млн долларов обошёл таких звёзд, как Дэвид Гетта, Swedish House Mafia.
У Сонни Мура два завершённых сторонних проекта — Dog Blood (дуэт с Boys Noize) и Jack Ü (дуэт с Diplo).
Skrillex был номинирован на пять премий «Грэмми» в 2011 году, в том числе в категории «Лучший новый исполнитель». На 54-й церемонии «Грэмми» он был награждён в трёх номинациях: Scary Monsters and Nice Sprites — Лучший танцевальный/электронный альбом; «Scary Monsters and Nice Sprites» — Лучшая танцевальная запись; «Benny Benassi — Cinema (Skrillex Remix)» — Лучший ремикс.
На 55-й церемонии «Грэмми» он был номинирован и награждён в трех категориях: Bangarang за лучшую танцевальную запись; Bangarang EP за лучший электронный альбом; Promises (Skrillex & Nero Remix) за лучший ремикс.
Skrillex и Diplo победили в обеих номинациях на 58-й церемонии премии Грэмми, получив статуэтки за альбом Jack Ü в категории «Лучший танцевальный электронный альбом» и за трек «Where Are Ü Now» в категории «Лучший танцевальный трек».
На конец 2021 года, по версии журнала DJ Magazine, Skrillex занимал 15 место среди лучших диджеев планеты.

## Биография
Сонни Мур родился 15 января 1988 года в Хайлэнд-Парк, районе Северо-Восточного Лос-Анджелеса, но в двухлетнем возрасте переехал в Форест-Хилл, в окрестности Сан-Франциско, где он посещал начальную школу. В возрасте девяти и десяти лет Сонни посещал местную школу-интернат, расположенную в пустыне Мохаве, но в итоге вернулся в Северную Калифорнию. К тому времени ему было 12, его семья переехала обратно на северо-восток Лос-Анджелеса, где он поступил в частную школу-академию, специализирующуюся на искусстве. Позже, в возрасте 14 лет, Мур перешёл на домашнее обучение из-за издевательств в школе. В 2004 году он узнал, что он приёмный и ушёл из семьи. Сонни Мур принимает участие в панк-концертах в мексиканско-американских кварталах Восточного и Южного Лос-Анджелеса, а позже в клубных рейвах в центре Силвер Лэйк и Эхо Парк.

### Карьера

#### From First to Last (2004—2007)
В 2004 году Мур договорился с Мэттом Гудом из группы From First to Last о том, чтобы поиграть на гитаре для их дебютного альбома. После вылета в Джорджию Сонни был услышан тремя продюсерами — Дерриком Томасом, Эриком Дэйлом и Макхэйлом Батлером — и стал солистом группы, а Гуд играл на гитаре. В июне 2004 года Epitaph Records выпустили первый полный альбом с новым участником — Dear Diary, My Teen Angst Has a Body Count. После двух успешных туров, два из которых — Vans Warped Tour и Dead by Dawn tour, они приступили к записи своего второго альбома, Heroine с продюсером Россом Робинсоном. Альбом был выпущен в марте 2006 года на Epitaph Records. После высоких продаж, группа устроила много туров, но в связи с проблемами с голосом у Мура несколько из них пришлось отменить. После успешной хирургической операции Сонни Мур сообщил группе, что уходит, чтобы начать работать над сольной карьерой. Последнее шоу From First to Last вместе с Муром состоялось в их родном городе в Доме Блюза во время гастролей с группой Atreyu.

#### Сольная карьера
Мур заявил, что покинул From first to Last, чтобы заняться сольной карьерой. Затем на своей странице в MySpace он выложил три демо своих треков (Signal, Equinox, and Glow Worm). Это привело к его первым выступлениям без From First to Last. 7 апреля 2007 года, вместе с артисткой Кэрол Роббинс, он сыграл несколько треков в местном здании искусства.
Спустя несколько месяцев Мур играл на Team Sleep Tour с целой группой. В туре также участвовали Monster in the Machine и Strata. Мур сделал несколько компакт-дисков, по 30 штук на шоу. Это были эксклюзивные диски упакованные в конверты, каждый из них был с рисунком Мура или коллег по группе.
В феврале 2008 года Alternative Press Magazine объявил о втором ежегодном AP Tour c All Time Low, The Rocket Summer, The Matches, Forever the Sickest Kids, а также с Сонни Муром. Все группы, участвовавшие в туре, были помещены на обложку Alternative Press Magazine с чартом 100 Bands You Need to Know (с англ. — «100 групп, о которых вы должны знать») и дали интервью в радио-подкасте Alternative Press Podcast.
7 апреля 2009 года Мур выпустил EP (мини-альбом) Gypsyhook — цифровой альбом, состоящий из трёх песен и четырёх ремиксов. В альбом вошла японская версия песни «Mora» под названием 海水 (Kai Sui). Версия альбома на физическом носителе была доступна на его шоу. 2 мая, после гастролей c Innerpartysystem и Paper Route, а также открытия шоу Chiodos на их европейском турне, Мур выступил на Bamboozle. В апреле 2009 года он гастролировал с Hollywood Undead, выступая с ними под именем Sonny and the Blood Monkeys.
Мур объявил, что альбом Bells не будет выпущен.
В 2008 году Мур, ранее известный в Интернете как Twipz, начал выступать в клубах Лос-Анджелеса под псевдонимом Skrillex. 7 июня 2010 года он выпустил бесплатный дебютный альбом Skrillex My Name is Skrillex EP.
Мур предоставил бэк-вокал для одного из треков британской металкор группе Bring Me the Horizon для их третьего студийного альбома There Is a Hell, Believe Me I’ve Seen It.There Is a Heaven, Let’s Keep It a Secret.
Позднее Сонни начал тур по стране с Deadmau5 (после того, как подписал контракт с mau5trap Records и выпустил на нём свой второй EP Scary Monsters and Nice Sprites).
Принимал участие в записи альбома Korn The Path of Totality.

### Личная жизнь
В 2012 году встречался с певицей Элли Голдинг. Отношения продлились недолго, так как активная концертная деятельность и проживание на разных континентах не позволяли им часто видеться.

## Дискография

### Студийные альбомы
- Recess (2014)
- Quest For Fire (2023)
- Don’t Get Too Close (2023)
- Fuck U Skrillex You Think Ur Andy Warhol but Ur Not!! (2025)

### EP
- My Name Is Skrillex (2010)
- Scary Monsters and Nice Sprites (2010)
- More Monsters and Sprites (2011)
- Bangarang (2011)
- Leaving (2013)

## Галерея

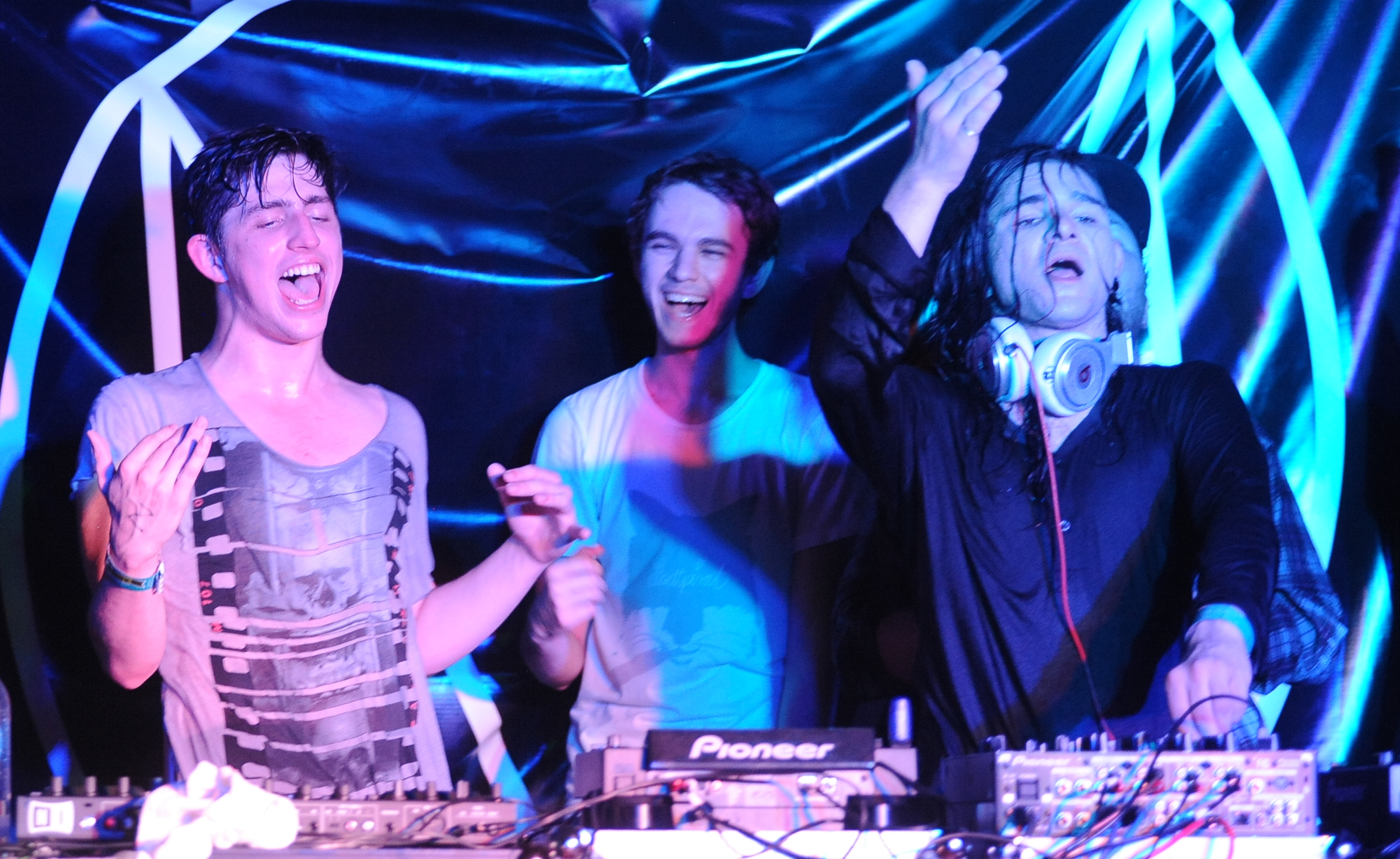
Слева направо: Портер Робинсон, Zedd и Скриллекс
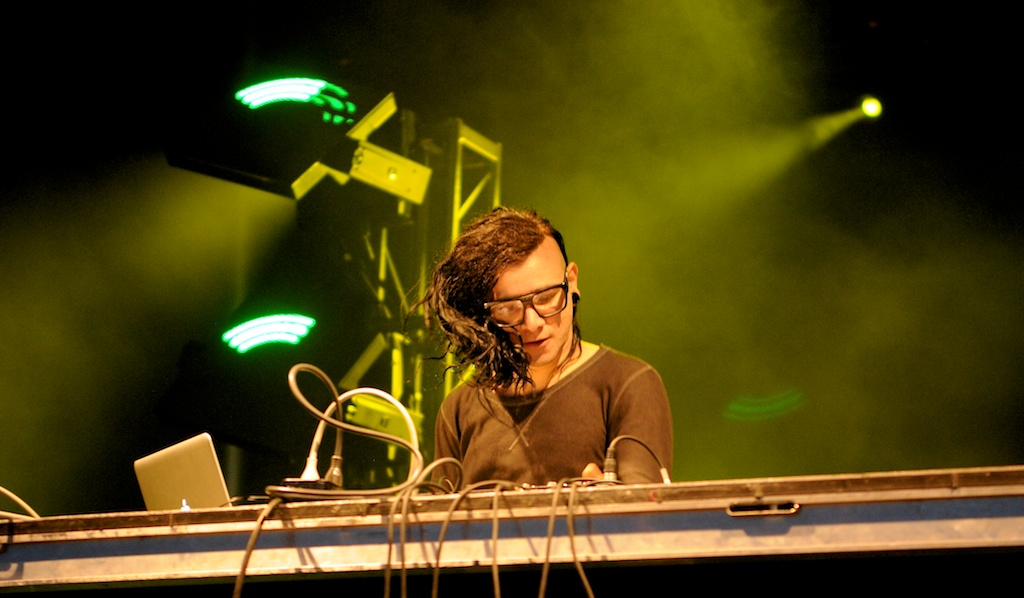
Выступление Скриллекса в 2011 году на Ottawa Bluesfest
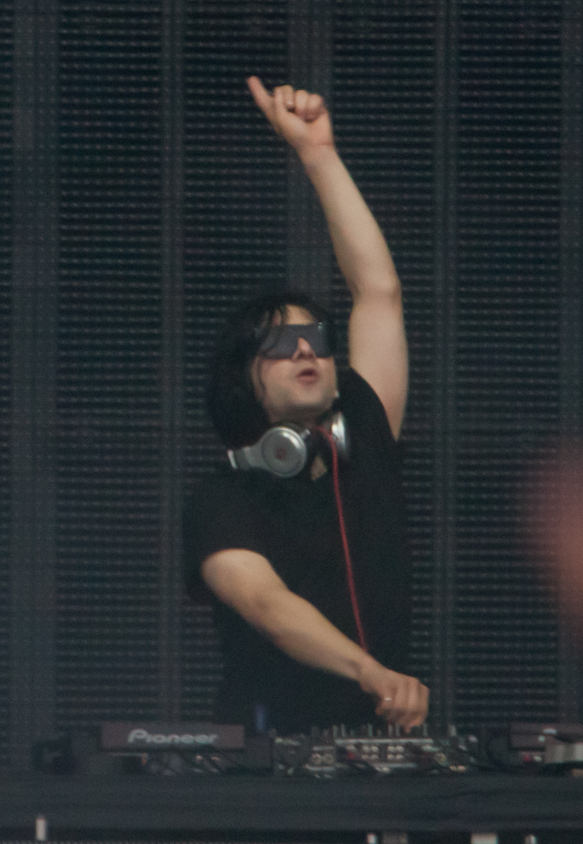
Скриллекс в 2012 году
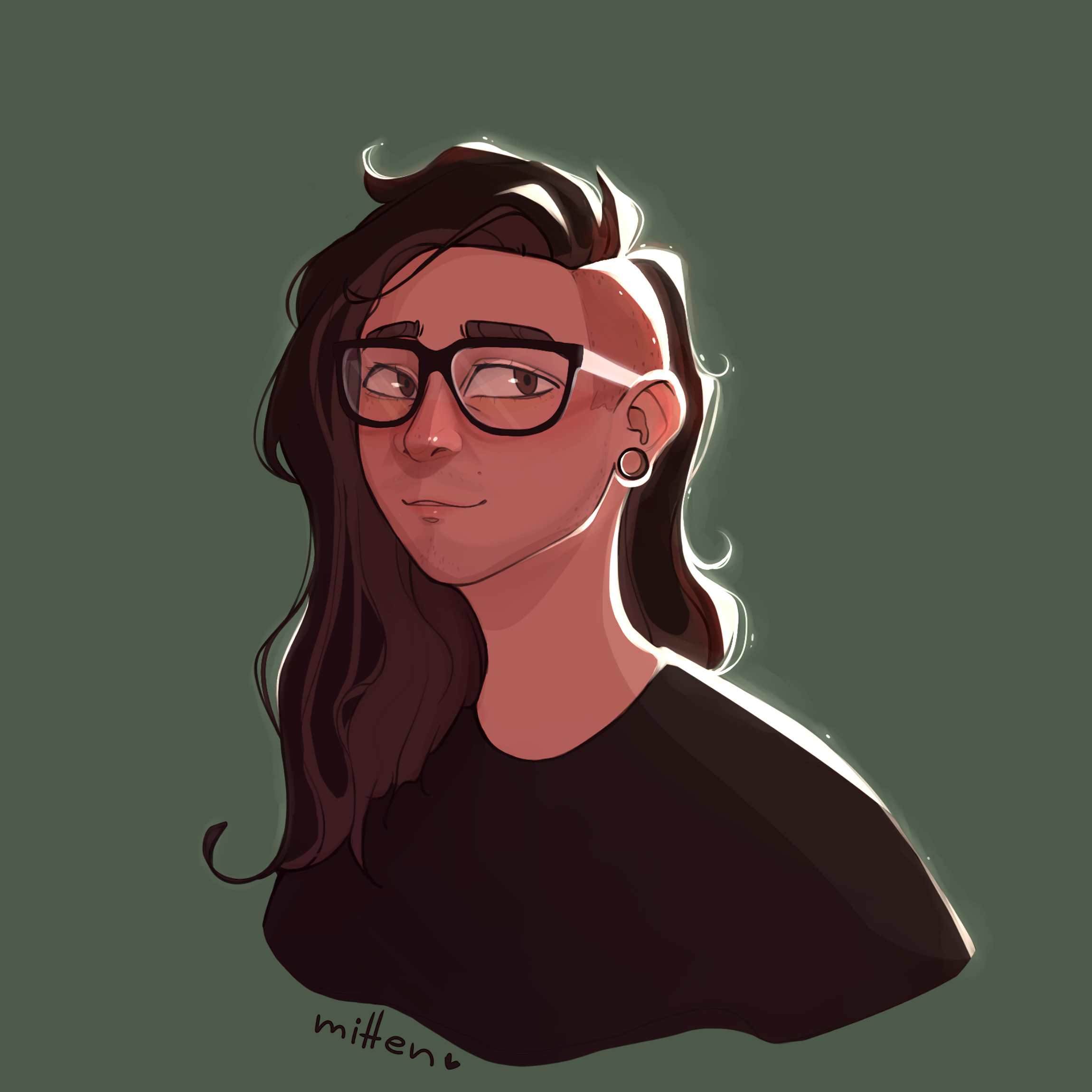
Портрет работы карикатуриста Миттена

## Награды и номинации
- MTV Video Music Award за лучшие визуальные эффекты

2012 г. · First of the Year (Equinox)
- Премия «Грэмми» за лучшую танцевальную запись
- Премия Billboard Music Awards в номинации «Лучший EDM-альбом»

2013 г. · Bangarang
2013 г., 2012 г. · Bangarang, Scary Monsters and Nice Sprites
- Премия «Грэмми» за лучший танцевальный/электронный альбом

2013 г., 2012 г. · Bangarang, Scary Monsters and Nice Sprites
- Премия «Грэмми» за лучшую ремикшированную запись, не классическую

2013 г., 2012 г. · Promises (Skrillex & Nero remix), Cinema (Skrillex Remix)
- Премия «Энни» в категории «Музыка для анимационного фильма»

2013 г. · Ральф
- Lo Nuestro Award for Crossover Collaboration of the Year

2022 г. · In da Getto
- American Music Award for Collaboration of the Year

2015 г. · Where Are Ü Now
- DJ Award в номинации «Лучший драм-н-бэйс/дабстеп-диджей»

2014 г.
- Billboard Latin Music Award for Crossover Artist of the Year

2022 г.